# 米拉·别多夫
米拉·别多夫（1955年9月7日—），克罗地亚女子篮球运动员。她曾代表南斯拉夫国家队参加1980年夏季奥林匹克运动会篮球比赛，获得一枚铜牌。